# 국가재편성과정
국가재편성과정(스페인어: Proceso de Reorganización Nacional)이란 1976년에서 1983년까지 아르헨티나를 통치한 군사정부가 스스로를 일컬은 명칭이다. 약칭으로 프로세소(el Proceso 엘 프로세소[*], →과정)라 부르기도 한다.

## 배경
1931년 군부 쿠데타에 의해 정부가 전복된 이래 아르헨티나의 역사는 쿠데타로 얼룩졌다. 1955년 후안 페론이 쿠데타에 의해 축출된 뒤 군부는 후안 페론과 페론주의자의 정치 참여를 금지했다. 후안 페론은 스페인으로 망명했다. 후안 페론은 망명지에서 극우, 극좌를 포섭하고 반정부투쟁을 가열시켜 군사정부를 약화시켰다. 1970년대 초부터 페론주의자의 정치 참여가 가능하게 되어, 1973년 대통령 선거에서 망명 생활을 접고 귀국한 후안 페론이 당선됐다.
후안 페론의 취임을 전후해서 페론주의 좌우파 간에 극심한 갈등이 발생했다. 반공우익 준군사단체 아르헨티나 반공주의자 동맹은 사회복지부 장관 호세 로페스 레가의 지시에 따라 좌익을 말살하기 위해 국가폭력을 휘둘렀다.
1974년 후안 페론이 사망하고, 부통령 이사벨 페론이 대통령직을 승계했지만, 이사벨 페론은 이전 정부의 정치·사회 혼란과 악성 인플레이션을 그대로 이어받았다. 이사벨 정부 취임 직후 로페스 레가는 내각 수석장관에 임명됐고, 로페스 레가와 이사벨 페론은 아르헨티나 반공주의자 동맹을 통해 사회주의자와 좌익 페론주의자에 대한 탄압 강도를 높였다. 수석장관 호세 로페스 레가와 그의 부하 셀레스티노 로드리고는 물가상승을 제한하는 정책을 폐지하고 아르헨티나 페소화를 50% 평가절하했다. 이로 인해 초인플레이션 현상이 발생했다. 인플레이션을 잡기 위해 화폐 발행을 늘렸지만 인플레이션은 더욱 심해졌다.

## 1976년 3월 24일 쿠데타
1975년 중순 아르헨티나 기업인 협회장 호세 알프레도 마르티네스 데 오스가 이끄는 대표단은 육군사령관 호르헤 라파엘 비델라와 비밀리에 만났다. 그들은 호르헤 라파엘 비델라에게 "노동, 생산, 생산성의 자유가 지연되고 있는" 상황을 우려한다면서 군부가 나서서 질서를 잡아줄 것을 요청했다. 이때부터 기업인과 군부사이의 접촉이 빈번해졌다. 1975년 10월 군부와 기업인들은 로마 가톨릭교회 상층부와 급진시민연합 및 연방당과 접촉하기 시작했고, 이들로부터 쿠데타에 반대하지 않겠다는 동의를 이끌어냈다.
1976년 2월 로베르토 에두아르도 비올라(Roberto Eduardo Viola) 장군은 쿠데타 계획을 세웠다. 쿠데타 계획은 거사일 밤까지 반대파들을 비밀리에 구금하는 '반체제인사 탄압 행위'를 은폐할 필요성이 있다는 점을 고려했다. 쿠데타 전날 아르헨티나 군부는 토르톨도 대주교를 만나 가톨릭 교회의 암묵적인 동의를 얻었다.
1976년 3월 24일 육군사령관 호르헤 라파엘 비델라, 공군사령관 라몬 아고스티, 해군사령관 에밀리오 에두아르도 마세라는 쿠데타를 일으켜 이사벨 페론의 퇴임을 요구했다. 같은 날 새벽 1시, 호체 로헬리오 비야레알(José Rogelio Villarreal)장군은 이사벨 페론을 체포하면서 쿠데타 시작을 알렸다.
쿠데타 직후 아르헨티나 시민도 묵인하는 분위기였다. 이날 밤 부에노스 아이레스·코르도바·로사리오 등 여러 지역에서 수백명이 체포돼 구금됐다.
쿠데타 첫날 군사정부는 31개항 성명을 발표했다. 성명의 첫 번째 항목은 다음 같다.
오늘부터 국가가 군사정부의 통제하에 있음을 통보한다. 모든 국민에게 군 당국과 경찰의 결정과 지시에 존경심을 갖고 따를 것을 권고한다. 군사정부의 과격한 개입을 필요로 할 수 있는 단체 혹은 개인의 행동을 피하도록 주의하라.

군사정부는 의회와 정당을 해산하고 법관의 80%를 교체했다. 또한 헌법의 중요한 조항을 정지시켰다. 군사평의회는 평의회 법률로 여러 조치를 공포했다.

## 프로세소의 시작

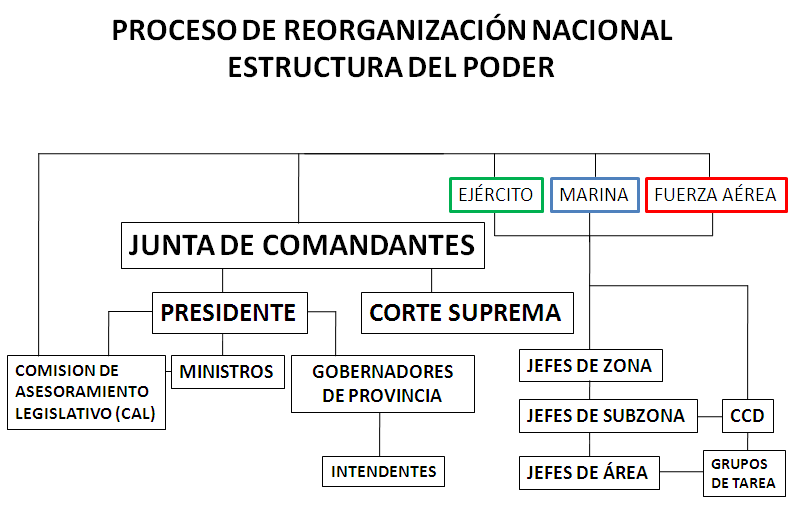
프로세소의 정부 구조

1976년 3월 24일, 쿠데타 세력은 육군·해군·공군 사령관을 수장으로 하는 독재 정부기관으로 '국가최고기관'을 결성했다. 국가재편성과정 기간 육군·해군·공군은 독립적인 위치를 차지했고, 서로 자주 의사소통이 잘 되지 않아 마찰을 빚었다. 첫 번째 군사정부는 호르헤 라파엘 비델라(육군사령관), 에밀리오 에두아르도 마세라(해군사령관), 오를란도 라몬 아고스티(공군사령관)로 구성됐다.
국가의 직접 통치권은 군사정부의 감독을 받으며, 행정권·입법권·사법권을 가진 '대통령'의 손에 있는 것으로 결정됐다. 호르헤 라파엘 비델라가 프로세소의 첫 번째 대통령이 됐다. 각각의 군사령부를 대표해서 입법권을 갖기로한 약속에 따라, 법률자문위원회(Comisión Asesora Legislativa , CAL)가 정부 구조를 보완했다.
쿠데타 세력은 앞으로 출범할 군부정부의 기본적인 성격을 암시하며, 그들 자신을 국가재편성과정이라고 부르기로 했다.
- 이것은 '과정'이지 일정한 목표 기간이 있지 않다.
- 정치시스템, 국민문화, 산업관계, 경제를 수정하는 개혁에 의거 국가를 급진적으로 재건한다.

## 더러운 전쟁
군사정부는 불법적인 체포와 납치를 행하여 수 백개의 비밀 수용소에서 수감한 다음 수감자를 고문을 하고 살해했다. 반체제 인사를 탄압한 더러운 전쟁으로 발생한 실종자는 최대 3만명에 달하는 것으로 추정된다.

## 경제 정책
쿠데타 직후부터 1981년 3월 29일까지 경제부장관을 역임한 호세 마르티네스 데 오스(José Martínez de Hoz)는 프로세소의 경제 정책의 기본을 설계했다. 아르헨티나 제일의 철강기업 소유주이기도 한 마르티네스 데 오스는 시카고 학파를 추종했으며, 아르헨티나에 최초로 신자유주의를 도입했다.
마르티네스 데 오스의 후임 경제부장관으로 로렌소 시가우트 (1981년 3월 ~ 1981년 12월), 로베르토 알레만 (1981년 12월 ~ 1982년 7월), 호세 마리아 파스토레 (1982년 7월 ~ 1982년 8월), 호르헤 와흐비 (1982년 8월 ~ 1983년 12월)가 부임했다.
군사정부는 노동법 개정·파업금지·군부의 노조 개입·더러운 전쟁과 같은 노동 정책에 힘입어 임금을 동결했다. 이는 국민의 생활 수준을 매우 떨어뜨렸다. 1970년을 기준으로 실질 임금을 100이라고 하면, 1975년에는 124로 상승했지만, 1976년에는 1년만에 30년 이래 최저 수준인 79까지 떨어졌다. 아르헨티나의 빈곤율은 1940년대 이래 10% 이하인 상태를 계속 유지했고, 1974년 5.8%였지만, 1980년에 12.8%로 증가했고, 1982년에는 무려 37.4%가 됐다.(INDEC 통계) 실업률은 1975년 10월에는 3.8%로 안정적으로 관리됐지만, 1982년에는 최고점인 18%까지 상승했다.

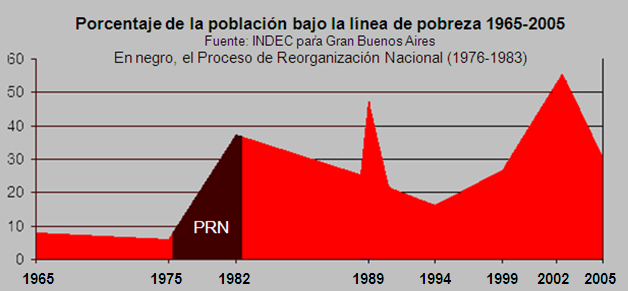
군사정부(PRN) 통치 기간 동안 아르헨티나의 빈곤율(Porcentaje de la población)이 폭증했다

1976년 4월 2일부터 시작된 신경제정책은 외국인 투자를 유치하고 인플레이션을 억제하는 것을 목표로 했다. 수입대체전략이 폐기되고 수입자유화가 되어 관세가 대폭 낮아졌으며, 외국 차관 도입을 제한하는 규제가 완화됐다. 세계 금융 시장에 더 효율적으로 접근할 수 있도록 금융규제를 완화하는 금융 개혁이 단행됐다. 이어 1978년 말 프로페소는 외화법을 제정하고 미국 달러에 대한 아르헨티나 페소화의 절하율을 점차 낮추는 계획을 사전에 알리는 '라 타블리타'라는 환율변동예고제를 만들었다. 라 라블리타는 아르헨티나 페소화를 절상하는 효과를 불러왔다. 이러한 페소화 고평가 현상은 결국 자본도피, 금융붕괴로 이어졌다.
잉여자금이 넘치는 국외 상황과 이를 유치하기 위한 국내 정책이 결합된 결과로 외채가 폭증했다. 1975년 약 78억달러 정도였던 외채가 1983년에는 약 450억달러까지 늘어났다. 프로세소 기간 동안 증가한 외채는 결국 국가와 국민의 책임이 됐다. 과도한 외채는 80년대 내내 외채위기와 초인플레이션 현상을 불러일으켜 아르헨티나 경제를 망가뜨렸다.

## 문화·교육 정책
프로세소의 문화·교육 정책은 더러운 전쟁이라는 억압 정책과 연관이 있다. 정부는 과학·문화·정치·예술 등 모든 종류의 서적을 검열하고 통제했다.

## 국제 분쟁

### 비글해협 분쟁
비글해협 도서 분쟁은 1900년대 초반에 시작해 100년 가까이 진행됐다. 1977년 국제사법재판소 ICJ는 비글해협 섬들이 당시 점유국인 칠레 영토인 것으로 확정했지만 아르헨티나는 승복하지 않았다. 이에 1978년부터 1984년까지 19차례에 걸친 군사 충돌이 발생했고, 1984년에 교황 요한 바오로 2세의 중재를 받아들여 분쟁은 끝났다.

### 포클랜드 전쟁
영국은 1833년 포클랜드를 점령, 영국령으로 편입시키고 통치했지만 아르헨티나는 영국의 영유권을 인정하지 않았다. 1982년 4월 2일 아르헨티나는 포클랜드를 기습적으로 공격해 주둔하고 있던 소규모의 영국 해양수비대를 제압했다. 아르헨티나는 영국군을 모두 추방하고 1만명 이상의 병력을 주둔시켰다. 이에 대처 총리가 이끄는 영국 정부는 포클랜드 주변 해역을 전쟁지역으로 선포, 해군 기동부대를 구성하고 100척이 넘는 함대를 출동시켰다. 75일간의 격전 끝에 6월 14일 아르헨티나군의 항복으로 전쟁은 종결됐다. 전쟁 결과 영국은 452명의 사상자와 항공기 25대, 함정 13척을 잃었고 아르헨티나도 사상자 630명과 항공기 94대, 함정 11척이 손실되는 등 두 나라 모두 큰 피해를 입었다.

## 군사정부의 종식
1981년 금융위기 이외에도 군부 내 권력 투쟁과 노조의 반정부 파업으로 아르헨티나 군사정부는 어려움을 겪었다. 아르헨티나 군사정부는 국민 학살과 경제 파탄의 책임을 돌리기 위해 여러 가지 수단을 동원했다. 호르헤 비델라는 1978년 월드컵을 개최하여 마리오 켐페스 등의 스타플레이어를 앞세워서 우승했다. 이로 인하여 호르헤 비델라는 비교적 오래 정권을 유지했으나 월드컵의 열기가 식자 물러나야 했다. 호르헤 비델라의 후임으로 대통령이 된 레오폴도 갈티에리는 또 다른 돌파구로서 1982년 포클랜드 전쟁을 일으켰지만 패전했다. 하지만 갈티에리는 자국의 언론을 통제한 뒤 포클랜드 전쟁에서 승전했다고 거짓선전을 했지만 마리오 켐페스와 디에고 마라도나를 필두로 한 1982년 FIFA 월드컵 국가대표 선수들에 의해 패전 사실이 들통나자 실각했다. 이후 몇명의 장성들이 번갈아가면서 정권을 잡고 독재정권을 유지했으나 군사정부는 그리 오래가지 못했다. 단 2년(1981~1983)만에 4명에 달하는 대통령(로베르토 에두아르도 비올라, 레오폴도 갈티에리, 알프레도 오스카르 생장, 레이날도 비그노네)이 거쳐갔을 정도로 아르헨티나의 정치는 매우 혼란스러웠다.
국민의 저항, 인권 탄압에 대한 국제적 압력, 포클랜드 전쟁의 패배는 1983년 군사정부가 민간에 정권이양 결정을 하도록 했다. 프로페소의 마지막 대통령 비그노네는 결국 대통령 선거를 승인했다.

## 과거사 청산 작업
1983년 포클랜드 전쟁의 책임을 지고 군사정부는 물러났고 같은해 6월 아르헨티나 군부는 책임을 모면하기 위해 자기사면법을 공표했으나 하지만 법원은 자기사면법에 위헌 판결을 내렸다.
1983년 선거를 통해 대통령에 선출된 라울 알폰신 대통령은 취임하면서 '실종자 국가위원회'를 설치해 수 천건의 납치·실종·고문 및 처형 케이스를 조사케 하고 군부가 자행한 조직적인 반인권 가혹행위와 만행을 알렸다. 알폰신 대통령은 군정 당시의 반인륜 범죄자들을 기소하도록 독려했고, 이에 따라 1985-86년 기간 중 비델라 장군(종신형)을 비롯해 여러 군부 지도자들이 실형을 언도받았다. 군부세력이 이에 강력히 반발하고, 사회적 긴장이 야기되자 알폰신 대통령은 군부 최고인사들의 인권범죄 책임을 제한하는 법령인 '국민화합법'과 '명령복종처벌불가법'과 같은 사면법을 제정했다. 하지만 1989년 카를로스 메넴 대통령도 국가화합차원이라는 명목으로 39명의 군부인사들을 포함한 289명에 대하여 대통령 특별사면령을 내렸다.
2003년 5월 대통령에 당선된 네스토르 키르치네르 대통령은 재조사를 천명해 2004년 8월 아르헨티나 국회는 ‘국민화합법’ 및 “명령복종처벌불가법”을 폐기시켰고, 이어서 아르헨티나 대법원은2005년 6월 이 두 사면법이 국제인권조약에 위배되고 아울러, 반인륜범죄의 사법처리에 장애가 된다는 이유를 들어 동법이 위헌이며 과거 두 사면법에 따라 유리한 판결을 받은 범죄자들에 대해서는 일사부재리의 원칙이 적용되지 않는다고 판결했다. 2007년부터 검찰의 본격적인 수사가 시작된 이래 588명이 기소됐다. 2010년 11월 현재 인권탄압연루자 131명이 처벌받았다.

## 국가재편성과정의 대통령 목록
- 호르헤 라파엘 비델라 (1976년 3월 29일 - 1981년 3월 29일)
- 로베르토 에두아르도 비올라 (1981년 3월 29일 - 1981년 12월 11일)
- 카를로스 라코스테 (1981년 12월 11일 - 1981년 12월 22일)
- 레오폴도 갈티에리 (1981년 12월 22일 - 1982년 6월 18일)
- 알프레도 오스카르 생장 (1982년 6월 18일 - 1982년 7월 1일)
- 레이날도 비그노네 (1982년 7월 1일 - 1983 12월 10일)

## 같이 보기
- 1976년 아르헨티나 쿠데타
- 콘도르 작전
- 더러운 전쟁
- 아르헨티나 반공주의자 동맹
- 몬토네로스